# کاترین سمی
کاترین سَمی (فرانسوی: Catherine Samie‎) بازیگر اهل فرانسه است.
از فیلم‌ها یا مجموعه‌های تلویزیونی که وی در آنها نقش داشته است می‌توان به زن ضربدر هفت، پیردختر، جفرسون در پاریس و کمیسر لسکو اشاره کرد.